# Col du Corbier
Le col du Corbier est un col alpin français situé en Haute-Savoie à cheval entre les communes du Biot et de Bonnevaux.
Le col du Corbier est aussi le premier nom de la station de ski située sur cet emplacement entre 1966 et 1975, avant d'être rebaptisée Drouzin-le-Mont.

## Géographie

### Situation

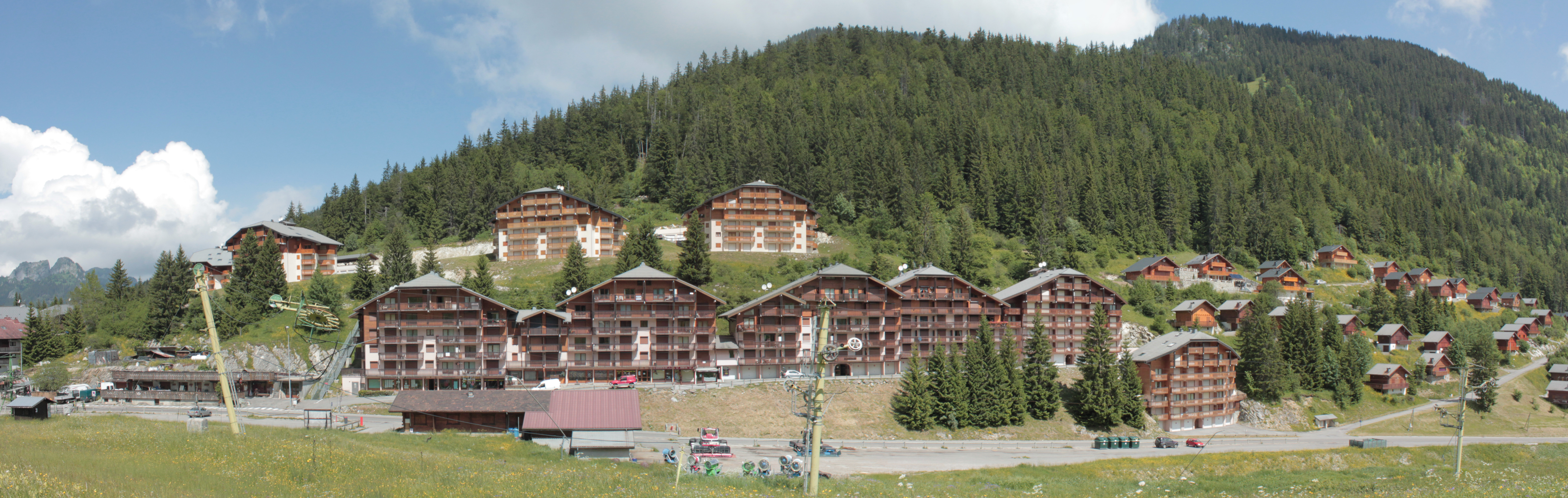
Vue panoramique du col du Corbier en contrebas du mont Ouzon.

Le col du Corbier est situé à 1 237 m d’altitude, à environ 26 km de Thonon-les-Bains, dans le massif du Chablais, dans le quart nord-ouest des Alpes, en France.
Le col du Corbier est situé entre deux montagnes : au nord le mont Ouzon qui culmine à 1 880 m d'altitude et au sud la montagne de Drouzin qui culmine à 1 621 m.

### Climat
Le climat au col est de type montagnard.

## Histoire

### Importance historique

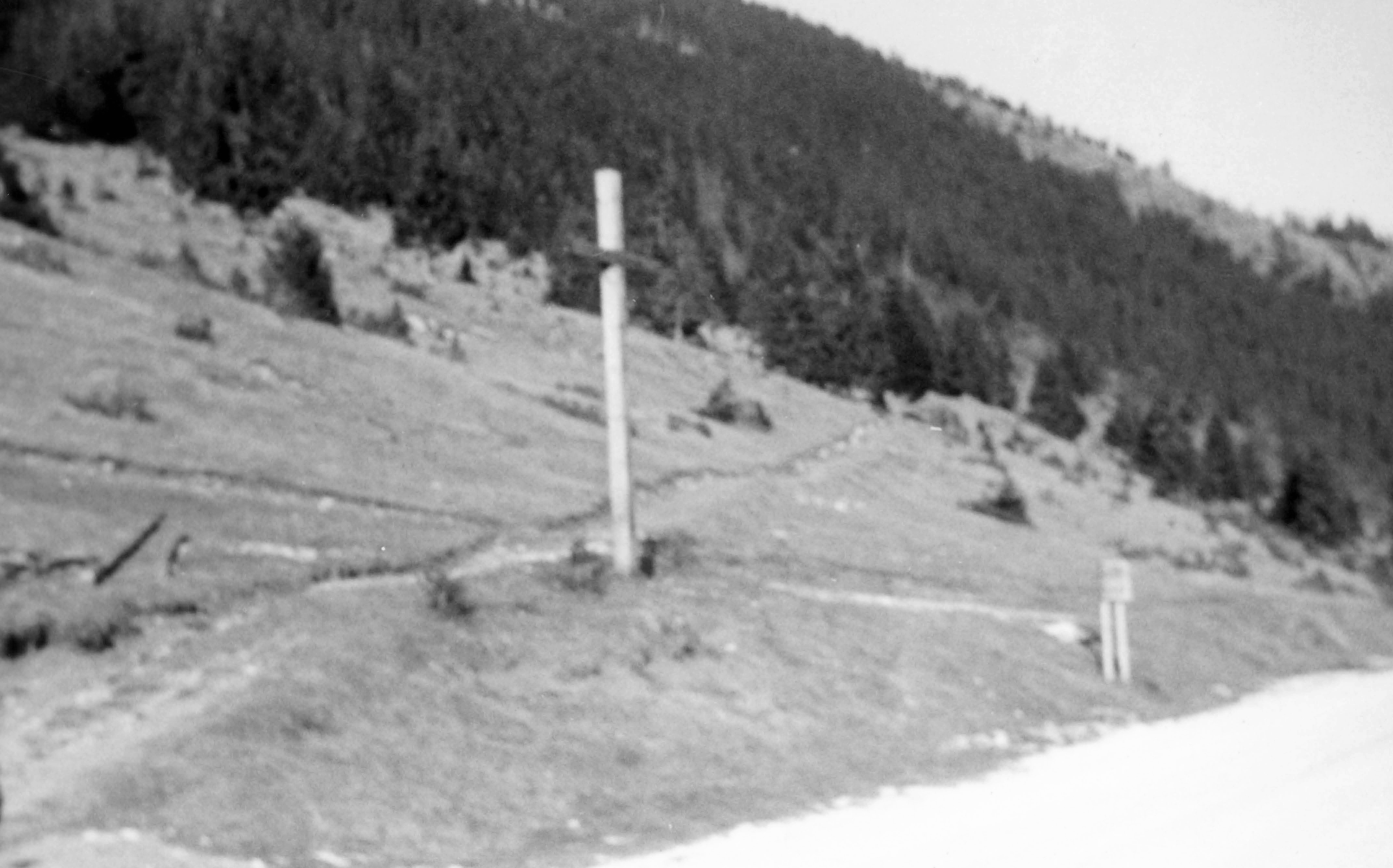
Vue du col du Corbier en 1961 avant la création de la station.

Le chemin du col du Corbier revêtait autrefois une grande importance pour mettre en communication les deux vallées de la Dranse savoyarde et de la Dranse valaisane, par le pas de Morgins. Saint Guérin, fondateur de l'abbaye d'Aulps et évêque de Sion y est passé, et il sera suivi par de nombreux pèlerins, d'où le nom donné de « chemin des moines ».

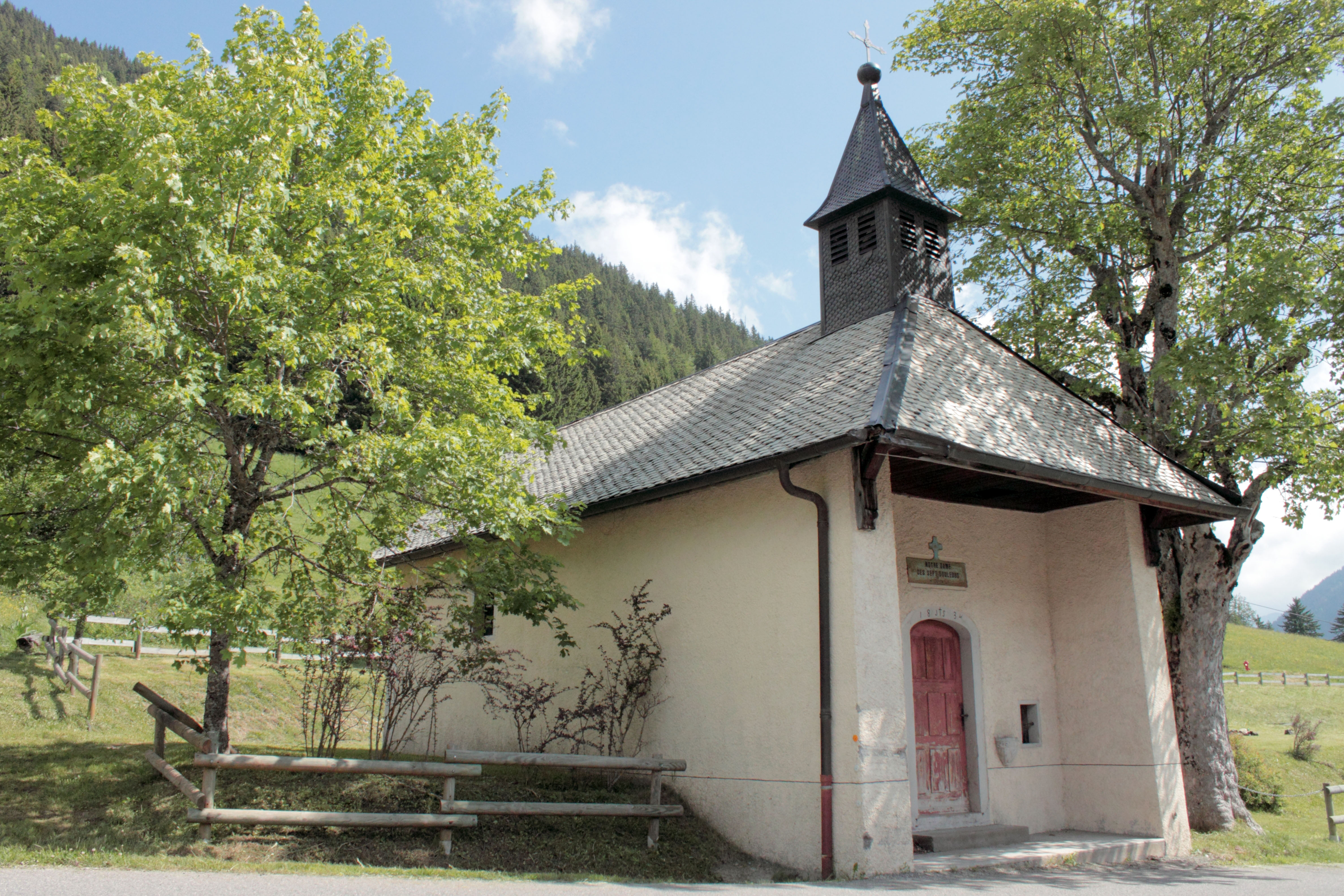
Vue de Notre-Dame-des-Sept-Douleurs en contrebas du col.

Sur la commune de Bonnevaux, au bord de la route à environ 500 m en dessous du col, se trouve la Chapelle Notre-Dame-des-Sept-Douleurs inscrite à l'inventaire général du patrimoine culturel de la région Rhône-Alpes. Érigée en 1844 par le révérend Girod, curé de Bonnevaux, elle a été restaurée plusieurs fois partiellement et intégralement en 1982. La cloche de 1910 est surnommée « la Sainte Vierge ».
La route est créée en 1917 et refaite en 1940 ; elle a été depuis élargie et réaménagée. Jusqu'en 1964, le col sert d'alpage aux vaches de la race d'Abondance au printemps et à l'automne. Le grand abreuvoir fournissait aussi aux chauffeurs de l'eau pour refroidir les moteurs des voitures de l'époque qui chauffaient beaucoup lors de la montée du col. Depuis cette date, la route est déneigée en hiver sur le versant du Biot, puis dès 1966 des deux côtés.

### Premières constructions (1961)

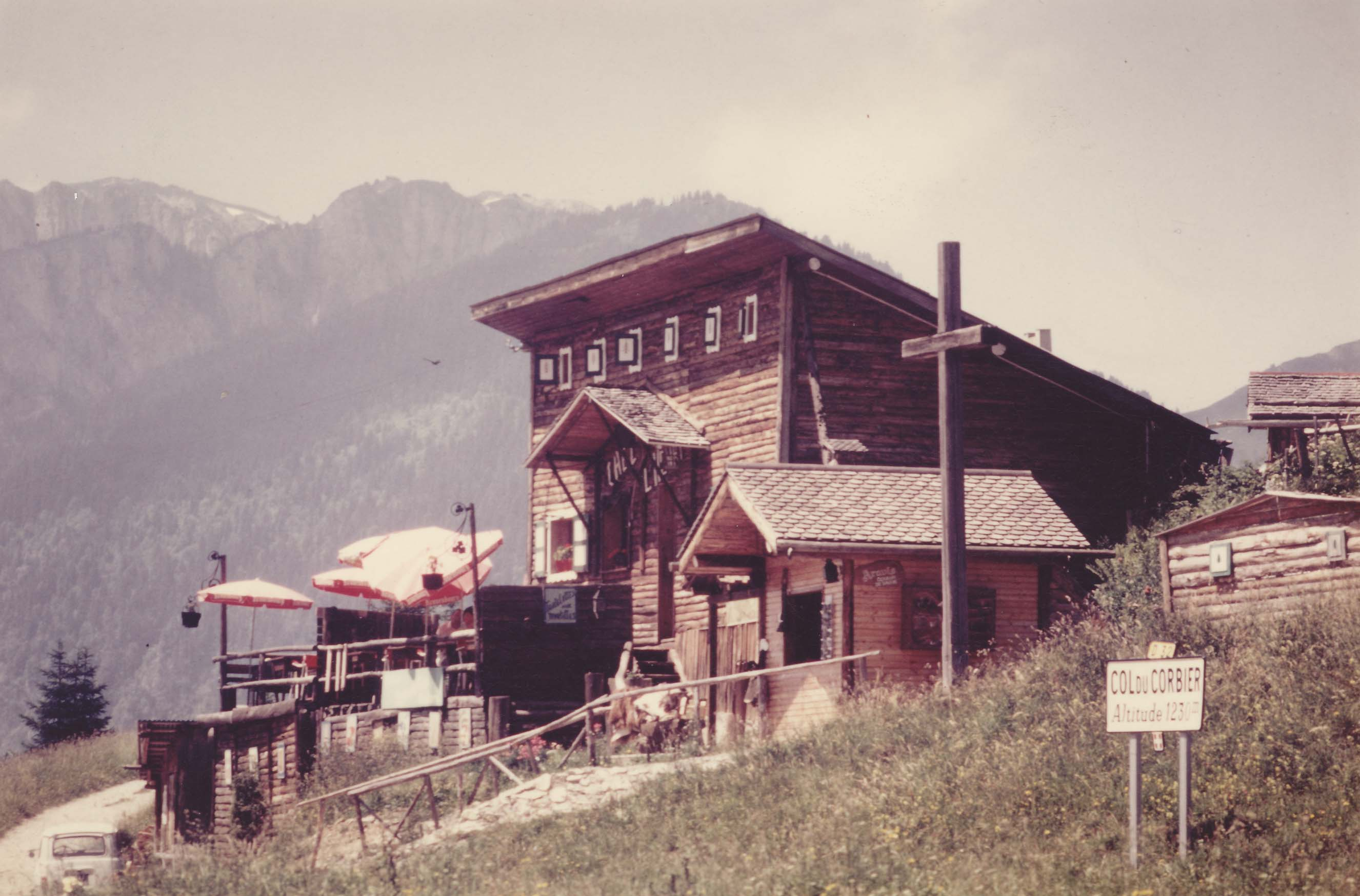
Vue du col du Corbier avec le restaurant « Chez l'Henri ».

En avril 1961, la commune du Biot autorise Henri Teninge, restaurateur originaire de Bonnevaux, à construire une buvette restaurant « Chez l’Henri » sur un terrain de 4 945 m2 appartenant à la commune au lieu-dit « Sur la Joux ». En 1967, elle le lui vend pour 1 franc le mètre carré.

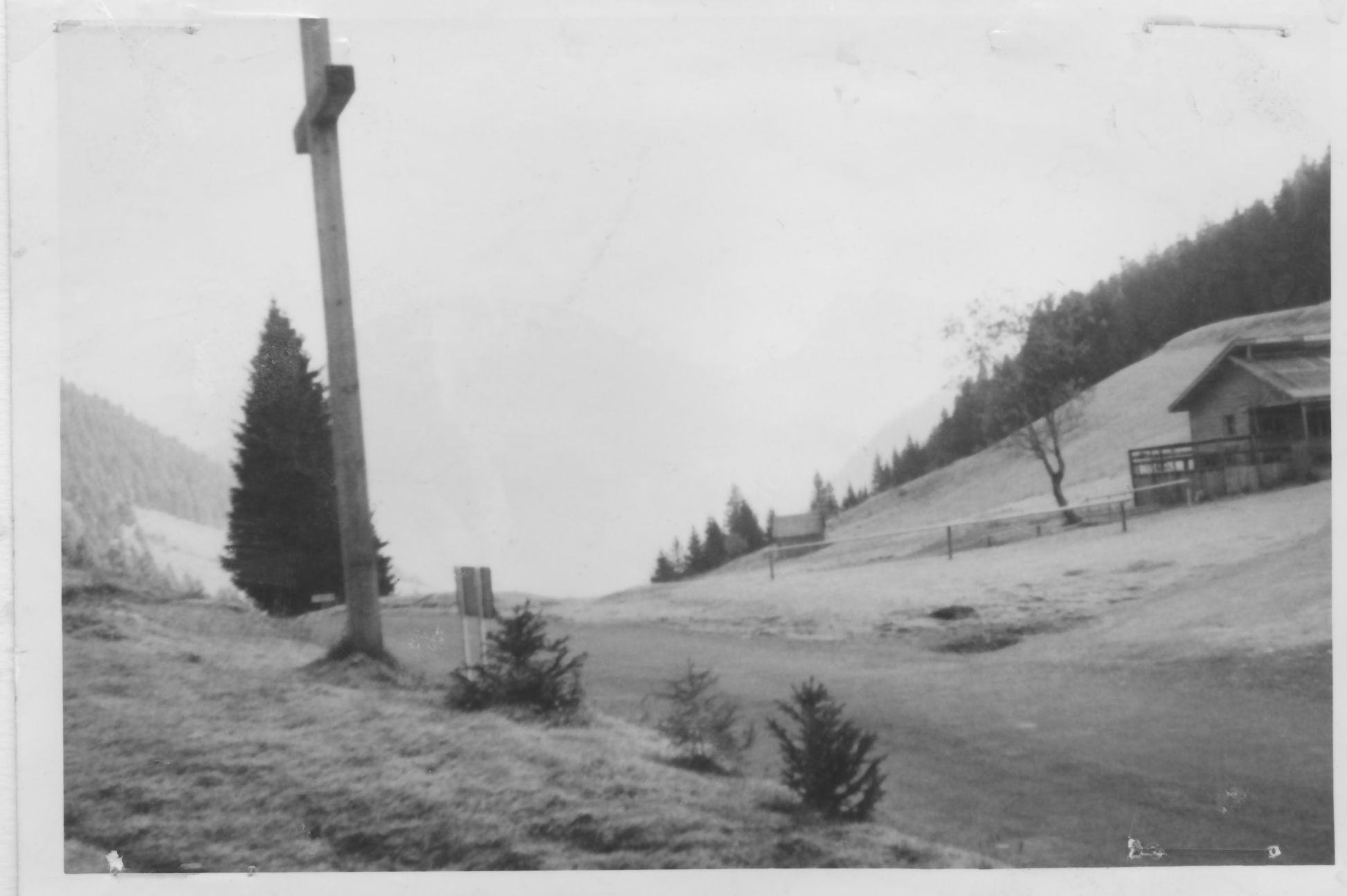
Vue du col du Corbier en 1961 avec le restaurant « La Covagne » et la croix.

Fin 1961, André Favre-Miville de Bonnevaux construit sur un terrain lui appartenant une buvette, « La Covagne ».
Les deux chalets sont entièrement en bois sans électricité, ni téléphone, les déchets sont enterrés ou brûlés, les eaux usées vont dans une fosse septique. L'eau propre provient des sources au col. Les restaurants n'ouvrent qu'en été jusqu'en 1964.

### Premiers développements (1966-1968)

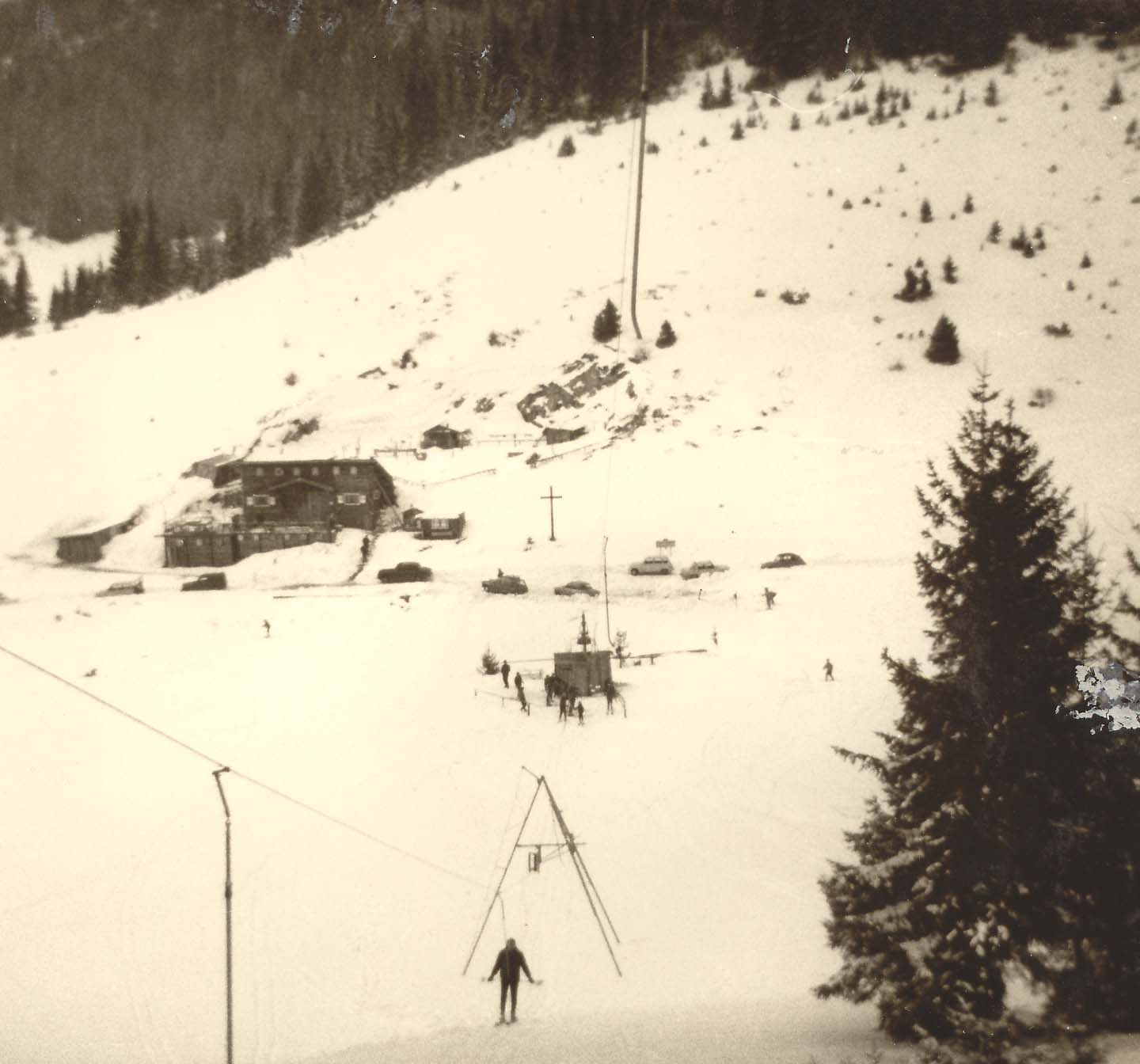
Vue du premier téléski au col du Corbier en 1966.

En 1966, Henri Teninge, aidé de Bernard Vulliez et autorisé par la commune, fait installer par la maison Montaz-Montino de Fontaine le premier tire-fesses (à groupe électrogène) sur la colline en face de son restaurant, sous la montagne de Drouzain.
Ce téléski part du col, mesure 200 m de long et a une capacité de 305 skieurs à l'heure. Le premier concours de ski est organisé par Henri Teninge et Georges Premat, maire du Biot, avec 45 concurrents.
En 1967, la commune envisage un lotissement municipal, mais « l'administration s'y opposa dans le but de préserver un site typiquement alpestre ». Un ski club est créé au Biot. En février 1968, le col voit le passage de la flamme olympique. En août 1968, un poste téléphonique public est installé « Chez l'Henri ».

### Naissance de la station de ski «Col du Corbier» (1969-1975)
L'idée d'une station plus grande fait son chemin au sein du Conseil municipal du Biot, qui lance une étude et prépare un projet fort modeste. Mais le maire, Fernand Renevier, se voit refuser l'autorisation par le percepteur qui se montre très réservé quant aux possibilités financières de la commune et souhaite « préserver un site typiquement alpestre ». En 1969, les deux communes du Biot et de Bonnevaux s'unissent grâce à M. Cloppet et M. Lachenal, de la commission de la montagne, pour créer le 23 janvier 1970 un « Syndicat intercommunal pour le développement touristique du Col du Corbier – La Joux Verte - Le Biot - Bonnevaux ». Le comité était formé de quatre administrateurs de moins de 40 ans : René Ainoux (Bonnevaux), président, Georges Premat (Le Biot), vice-président, Gérard Delale (Le Biot), secrétaire, et Paul Favre-Miville (Bonnevaux). Ce dernier deviendra par la suite frère Paul, l'un des sept moines trappistes, assassinés en Algérie à Tibhirine en 1996 (une stèle portant la photo de Paul a été érigée dans le cimetière de Bonnevaux).
« Les parts furent ainsi réparties : 55 % au Biot, 45 % à Bonnevaux et un périmètre de protection délimité : 863 hectares pour le Biot, 467 hectares pour Bonnevaux ». Chaque commune apporte une subvention de 68 000 francs et le syndicat emprunte 1 150 000 francs auprès du Crédit agricole.
Le comité étudie le projet, 24 propriétaires accordent un droit de passage, le Syndicat départemental de l’électricité, grâce à l’action de MM. Lavy, Germain et Vannod, donne son accord pour l’implantation d’une ligne souterraine de 15 000 volts, y compris deux transformateurs.
Pour Noël 1970 sont créées quatre remontées mécaniques pour trois kilomètres de pistes : au Muret, un téléski de 1 055 m de longueur, pour une dénivellation de 265 m et un débit de 600 skieurs à l'heure, et un second téléski de 300 m ; au col, deux téléskis de 250 et 200 m à proximité du chalet hors-sacs de 105 m2 qui abrite le bureau du syndicat intercommunal et le bureau de l'école de ski que dirige Michel Renevier. Le personnel comprend dix personnes recrutées dans les deux communes. Les installations ont été confiées à l'entreprise Montagner, d'Allonzier-la-Caille. Le forfait journée est fixé à 10 francs. Les communes élargissent la route à quatorze mètres et créent un parking de 350 voitures.
Une équipe d'architectes, composée de Branche, Bonvalet, Dutruel et Marchant, un économiste et le docteur Rouille sont chargés de concevoir les plans d'un vaste lotissement communal à La Reblais, à quelques centaines de mètres du col, sous la montagne d'Ouzon. Deux routes forestières et touristiques, l'une vers le mont Ouzon et l'autre vers le mont Drouzin, sont envisagées.
L'école du Biot ferme en juin 1971 car il n'y a que neuf enfants (il en faut 10 pour une classe). Cela entraîne la démission du maire Fernand Renevier qui est remplacé par Georges Premat. L'école rouvrira en septembre 1972.
L'hiver 1971-1972 est la première saison officielle pour le col du Corbier. Des travaux sont entrepris sur les pistes, des arbres abattus, des pistes redessinées sur les conseils de Jean Berthet (champion de ski originaire d'Abondance), avec l'entreprise Vulliez-Noir, de Marin. La piste du Muret est homologuée par la FFS pour les compétitions. L'extension immobilière est envisagée : « il ne s'agit pas de doubler les grandes stations voisines mais, si l'on veut, de les compléter sur le thème : ski familial et social ».
En 1973, 600 000 F de travaux sont dépensés pour l’adduction d’eau (150 000 F de subventions dans le cadre de la rénovation rurale) et 500 000 francs de travaux pour l’assainissement (100 000 F de subventions). Les travaux d'adduction d'eau se poursuivent entre 1974 et 1975. La commune engage 600 000 francs (150 000 francs de subvention) et 100 000 francs de travaux pour l’électrification rurale (20 000 francs de subvention).
En début d'année 1974, André Favre-Miville, l'ex propriétaire de « La Covagne » (qui avait été revendue en 1970 à Georges Premat, maire du Biot) décède. En juillet, Henri Teninge, propriétaire de « Chez l'Henri », meurt à son tour. Son restaurant est revendu en novembre 1974 à Michel Renevier et rebaptisé « Chez Michel et Mado ». Il brûle entièrement dans la nuit du 11 au 12 juillet 1975. Sur sa base, Michel Renevier entreprend la construction d’un grand hôtel restaurant.

### La station de «Drouzin-le-Mont» (1975)
En 1975, la station du « Col du Corbier » devient « Drouzin-le-Mont ».
La commune obtient 390 000 francs de subvention pour l’installation du téléphone. 350 000 francs sont accordés pour la viabilisation de l’ensemble du col. Trente chalets sont construits sur un lotissement aux Grands Prés, sous le col.
Il est prévu une extension de la station, qui devient Drouzin-le-Mont. Le syndicat engage 5 millions de francs pour viabiliser la ZAC : « 2 stations de pompage, une station d'épuration et tous les réseaux nécessaires. Un bel investissement pour deux petites communes ! ».
Puis les projets sont revus à la baisse, une ZAC (zone d’aménagement concerté) est créée en 1975 pour 300 logements, soit 1 000 lits.

### Évolution de la station (1976-2011)

#### L'immobilier
Entre 1976 et 1996, Michel Renevier obtient un permis de construire pour rebâtir le restaurant « Chez Michel et Mado », mais diverses difficultés administratives conduisent à des annulations et contretemps. La grue reste sur place pendant 15 ans. En 1997, « au Col du Corbier, il y a un restaurant inachevé depuis une bonne vingtaine d'années, sans parler des abords de ce bâtiment ».
Un autre restaurant, historiquement plus ancien sur le col, se situait juste en face au pied des pistes : La Covagne. Il a depuis été détruit pour favoriser l'agrandissement du bas des pistes et laisser place aux projets immobiliers. La Covagne était tenue par Yvonne et Gérard Fontaine. Les cyclistes, les skieurs et les familles s'y donnaient rendez-vous. Elle avait grandi au-delà de la petite cabane de 1961 alliant tradition et modernité (depuis l'électricité était arrivée).

#### Crise de l'enneigement
Situé à 1 237 m et sous l'influence tempérée du lac Léman, le col du Corbier ne connaît qu'un enneigement modeste, qui avait entraîné les réserves de la commission de la montagne : « oui à une station familiale mais non, franchement non, à des réalisations plus grandioses ». Le syndicat envisage donc un télésiège pour 1981 pour monter jusqu’à 1 700 m sur Drouzin mais le dossier est refusé.

#### Projet de zone d’aménagement concerté
Un projet de ZAC est refusé le 24 octobre 1980 par la commission des Unités touristiques nouvelles (UTN) au motif d'une rentabilité incertaine de la station.
Le changement de gouvernement, en 1981, laisse la situation en attente. Georges Premat, maire à ce moment-là déclare : « toutes les constructions sont et seront faites sous le contrôle du syndicat inter-communal qui n'entend pas sacrifier un site magnifique à l'appétit d'un promoteur.
Les maires des communes — Georges Premat pour Le Biot et Gilbert Favre-Derez pour Bonnevaux — font pression sur l'administration car chaque année les projets bloqués coûtent 460 000 francs d'annuités. Les élus démissionnent en bloc. Le promoteur Jacques Ribourel continue à construire.

#### Crise au conseil municipal du Biot (1993)
En juillet, la Chambre régionale des comptes réclame l'inscription immédiate de 600 000 francs supplémentaires au budget (il s'agit du quart du budget primitif de la commune) pour les travaux au col du Corbier. Le maire Georges Premat démissionne (deux conseillers municipaux Annick Prévot et Jean-Michel Laurier ont déjà démissionné). Des élections municipales complémentaires ont lieu en septembre.

#### Difficultés financières vente de la station (1994-1998)
En février, l'électricité est coupée pour cause de non-paiement d'un arriéré de facture de 540 000 francs remontant à 1986 qui s'est accentué au fil des ans. Les communes ne peuvent pas payer et le Conseil général ne peut intervenir puisque s'agissant d'une dépense de fonctionnement ; l'exploitant seul est responsable. Le député Pierre Mazeaud intervient et le courant est rétabli dans la journée.
Les recettes de la saison d’hiver sont de 620 000 francs en 1993. La dette cumulée en février 1994 est d'un milliard de centimes.
Le 18 décembre 1998 — pour ouvrir le lendemain — la station de ski « Drouzin-le-Mont » est vendue à un promoteur immobilier, Michel Vivien pour 400 000 francs. Il doit assurer le fonctionnement et l'entretien des installations au moins 18 ans comme le stipule la convention d'affermage de la même date.  Cette convention contient également une clause qui permet à M. Vivien de fermer la station en cas de déficit chronique.  Il n'a pas le droit de démonter les installations, et s'il compte vendre, il sera soumis au droit de préemption du syndicat. « Le syndicat a toujours des dettes à rembourser. Si une grande partie a été épongée par le conseil général, il reste à rembourser les pertes d’argent antérieures à 1970, époque où le budget du Syndicat était, à lui seul, plus gros que celui des deux communes ». Le promoteur a déjà construit 40 chalets, il en prévoit 32 en 1999.

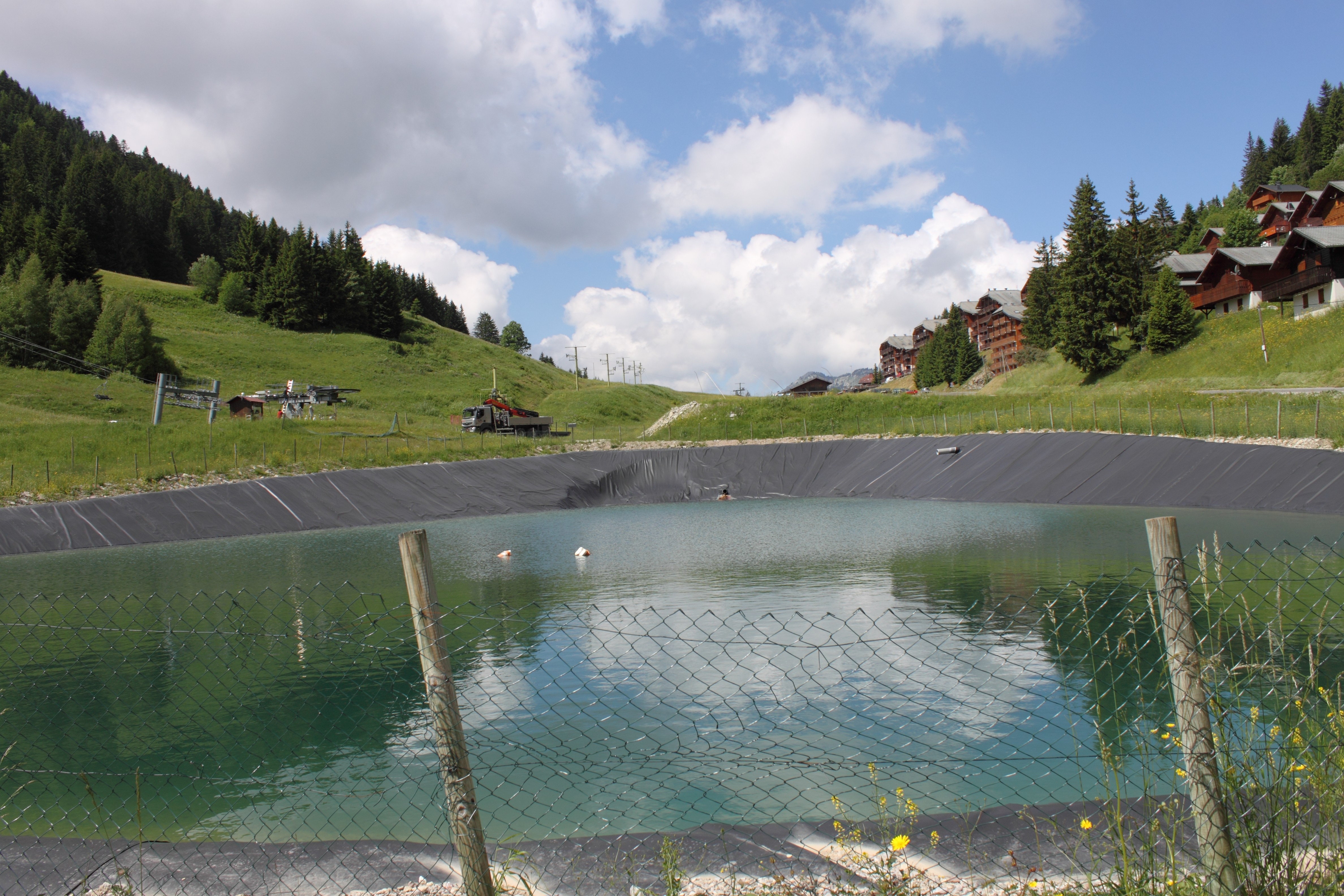
Vue de la retenue collinaire du col du Corbier.

Une retenue collinaire de 20 000 m3 et 3 000 m2 est construite afin d'alimenter une série de canons à neige dont une partie mobile. Un investissement de deux millions de francs est réalisé par Michel Vivien. Le parking est agrandi et réaménagé, une piste de luge d’été est créée. Les pistes sont reprofilées. De nombreux immeubles et chalets sont bâtis. Le personnel comprend 15 personnes dont un dameur et un pisteur. Enfin, un bâtiment salle hors sac et une antenne de l’office du tourisme sont construits.

#### Dissolution du Syndicat intercommunal d’aménagement du Corbier – La Joux Verte (2004)
Le 30 janvier, par arrêté préfectoral no 2004.31, le syndicat est dissous. L’actif et le passif sont répartis entre les communes de Bonnevaux et du Biot selon les modalités contractuelles qu’elles auront retenues. Bonnevaux hérite du terrain derrière la chapelle Notre-Dame-des-Sept-Douleurs.

#### SARL Développement Drouzin-le-Mont et PLU (2005 à 2011)
En 2005, la commune du Biot apporte quelques modifications à la convention d'affermage avec M. Vivien signée en 1998.  La SARL Développement Drouzin-le-Mont est responsable de l'exploitation du service public des remontées mécaniques et du domaine skiable.

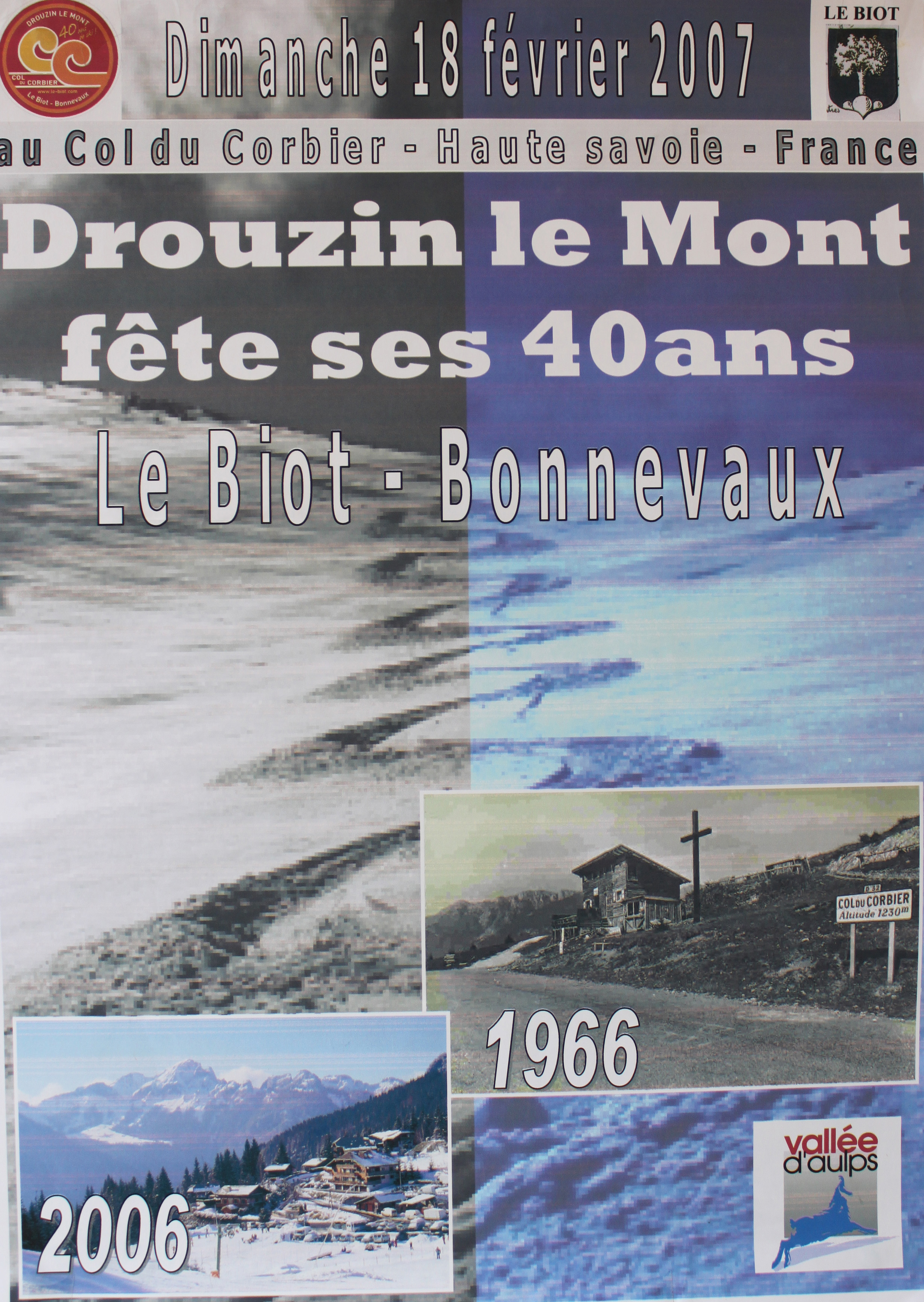
Affiche réalisée pour la célébration du de Drouzin-le-Mont

Le 17 février 2007 est célébré le 40e anniversaire de la naissance de la station Col du Corbier/Drouzin-le-Mont (1966 - 2006).
En 2011, une enquête publique est ouverte sur le projet de révision simplifiée no 1 du plan local d'urbanisme (PLU) « Ouverture à l'urbanisation de la zone AU du Col du Corbier ». Le projet reçoit un avis favorable de Christian Gosseine, commissaire enquêteur, le 29 mars 2011, malgré l'opposition de diverses associations de défense de la montagne qui veulent éviter l'extension « dans un secteur déjà tant défiguré » comme s'indigne l'association Mountain Wilderness,.
Par délibération en date du 20 mai 2011, la commune du Biot approuve le projet. Sont prévus dans le PLU cinq secteurs constructibles dans la nouvelle zone créée par la révision sur une surface de 1,50 ha, à savoir le terrain autour de la chapelle Notre-Dame-des-Sept-Douleurs : une place publique, des commerces et des services, des habitats collectifs et un secteur d'architecture groupée.
En 2011, il y a 562 résidences secondaires pour 179 résidences principales. 85 % des résidences secondaires sur la commune du Biot sont au col du Corbier. Cependant, la demande de permis de construire n'étant pas faite dans les délais, le PLU devient caduc à partir du moment où le SCOT du Chablais devient opposable.

### Fermeture de la station de ski «Drouzin-le-Mont» (2012)
Le 3 avril 2012, la SARL Développement Drouzin-le-Mont informe la commune « de son souhait d'arrêter son activité arguant d'une situation financière structurellement déficitaire »,.
L'information est relayée au niveau national car cela pose le problème des stations de ski en moyenne montagne lié au réchauffement climatique.
Une étude met en évidence que le déficit d'exploitation pourrait s'élever à 450 000 € plus les investissements de 100 000 € à 150 000 € par saison d'hiver. Le niveau du chiffre d'affaires est estimé entre 150 000 et 170 000 € par saison et le coût d'exploitation de l'ordre de 600 000 €. Les finances de la commune du Biot ne pouvant assumer une telle charge, le Conseil municipal se prononce contre le rachat de toute la station mais se divise sur le sujet du rachat de l'ensemble des remontées mécaniques et sept élus démissionnent.

## Activités

### Hôtellerie et restauration
En 2014, la capacité d'accueil du site, estimée par l'organisme Savoie-Mont-Blanc, est de 4 134 lits touristiques répartis dans 756 établissements. Les hébergements se répartissent comme suit : 88 meublés ; 5 centres ou villages de vacances.

### Reconversion touristique

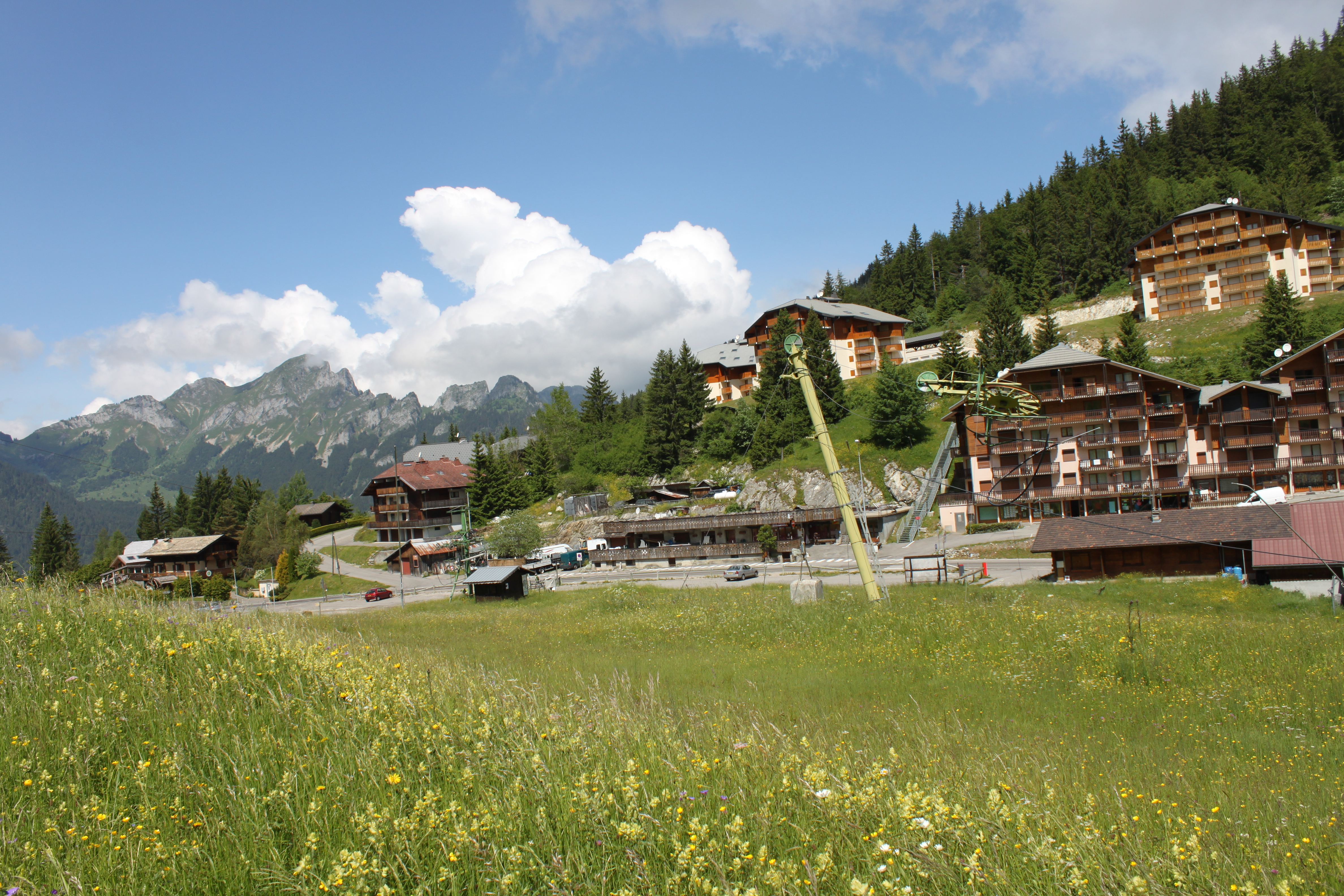
Vue du col du Corbier avec le restaurant « Chez Michel et Mado ».

En mars 2013, le nouveau conseil municipal choisit de reconvertir la station de ski en station dite de « montagne douce ». Soutenu dans son projet par le Conseil général de Haute-Savoie, il fait l'acquisition du chalet d'accueil et des terrains attenants, ainsi que des deux téléskis du col, du télécorde et du matériel d'entretien des pistes afin de mettre en place des activités diversifiées en été comme en hiver : ski, luge, tubing, raquettes, chiens de traîneaux, randonnées, etc. Le SIVU du Roc d'Enfer rachète à la SARL les deux télésièges, et obtient le 7 octobre 2013 une subvention de 80 % du coût de leur  démontage et remontage, soit 193 000 €. La mairie propose à Michel Renevier le rachat de son restaurant. À la suite de son refus, elle décide de poursuivre la transformation du chalet d'accueil en bar-restaurant, épicerie, salle hors sac. La demande de permis de construire est déposée en juillet 2013.
Pour la totalité du projet de reconversion, d'un montant de 2 117 550 €, le Conseil général accorde le 18 novembre 2013 une subvention pour 40 % de ce total, soit 847 020 €. Mais les deux téléskis ne seront pas ouverts pour la saison 2013-2014.

### Sports

#### Cyclisme

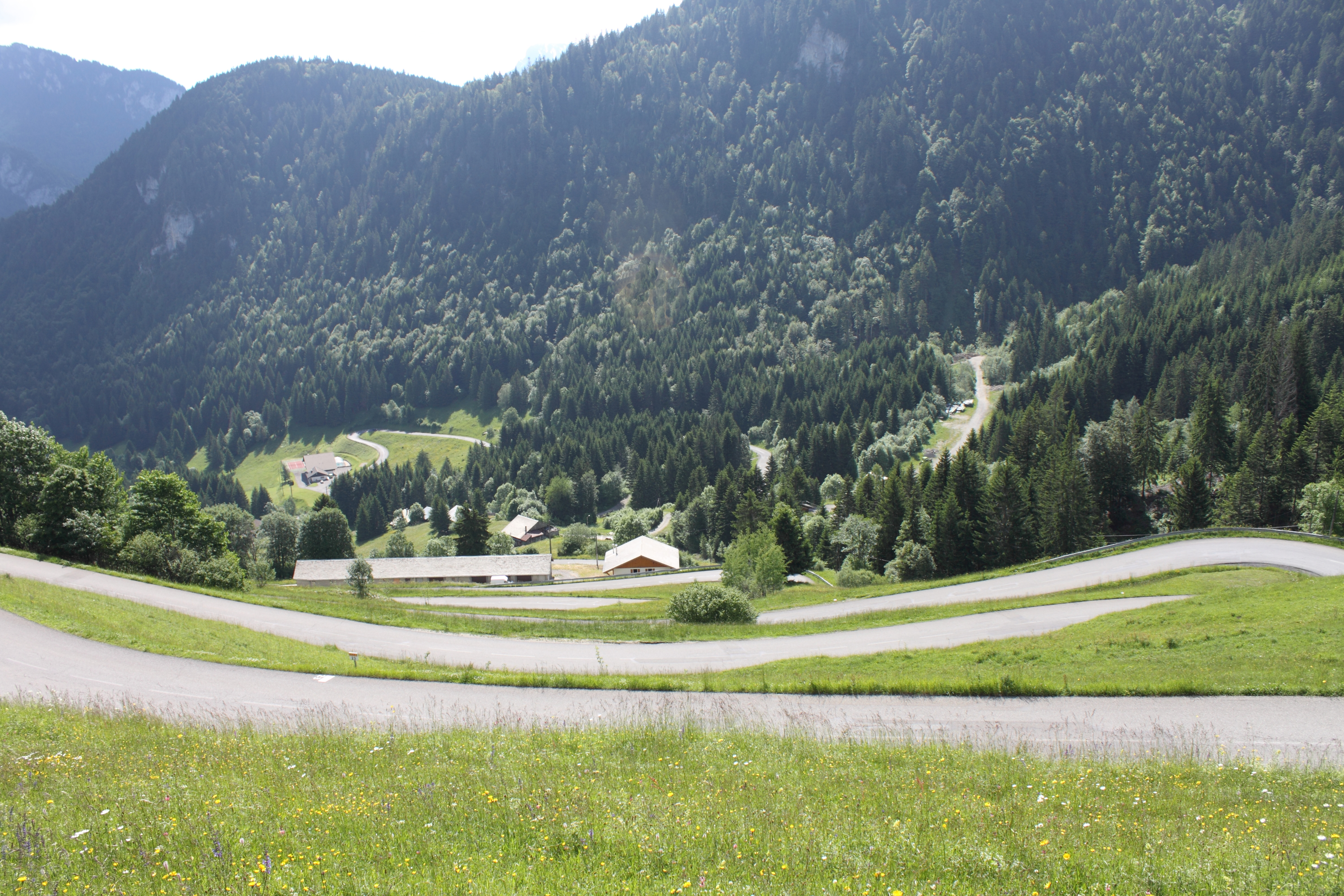
Vue de la route sur le versant sud du col, en direction de Bonnevaux.

Le col est prisé par les cyclistes et les VTTistes. Entre la Solitude dans la vallée d'Abondance et le col, il y a 5,7 km d'ascension à 7,1 % (dénivelée : 407 m). Entre Seytroux dans la vallée de Morzine et le col du Corbier il y a 6 km de montée à 8,6 % (dénivelée : 517 m).
Le Tour de France est passé sept fois entre 1975 et 1988. Il a figuré six fois au classement de la montagne car le premier passage se faisait à l'occasion d'un contre-la-montre entre Morzine et Châtel, remporté par le Belge Lucien Van Impe.
En 2025, la 9e et dernière étape du Tour de France Femmes, qui relie Praz-sur-Arly et Châtel, passe par le col du Corbier. C'est la Néerlandaise Demi Vollering qui le franchit en tête.
Le 10 juin 2012, l'étape Morzine - Châtel de la course cycliste le Critérium du Dauphiné passe par le col du Corbier. Ce col figurait également au programme des critériums du Dauphiné 2013 lors de la 1re étape, en 2014 lors de la 7e étape puis en 2019 avec à chaque fois le col classé en 1re catégorie. En 2019, Julian Alaphilippe a franchi le col en tête.

#### Randonnée
Depuis le col, il existe de nombreuses possibilités de randonnée pédestre, en été comme en hiver, sur le mont Ouzon, le mont Drouzin ou encore le mont Écuelle.

#### Escalade
Plusieurs falaises s'offrent à la pratique de l'escalade, depuis le hameau du Corbier : falaise du Pas de l'ours, falaise de la Touvière, ou depuis le col : falaise de l'Arblay

### Protection environnementale
En 2007, l'Inventaire national du patrimoine naturel a créé une ZNIEFF de type II mont Ouzon d'une superficie de 1 552 ha, comprenant une partie de la route de chaque côté du col et tout le versant nord, et 22 espèces déterminantes.